# Tyrese Rice
Tyrese Jammal Rice (Richmond, Virginia, 15 de mayo de 1987) es un jugador de baloncesto estadounidense que pertenece a la plantilla del AEK B. C. de la A1 Ethniki.

## Trayectoria
- Boston College (2005-2009)
- Panionios BC (2009-2010)
- Artland Dragons (2010-2011)
- Lietuvos Rytas (2011-2012)
- Bayern de Múnich (2012-2013)
- Maccabi Tel Aviv (2013-2014)
- Khimki BC (2014-2016 )
- FC Barcelona Lassa (2016-2018)
- Shenzhen Leopards (2018)
- Brose Bamberg (2018-2019)
- Panathinaikos BC (2019-2020)
- AEK B. C. (2020)

## Final Four 2014
El mayor momento de gloria que ha tenido el jugador virginiano ha sido en la Final Four del año 2014, que ganó su equipo, el Maccabi Tel Aviv. En el partido de semifinal una canasta suya a escasos segundos suposo la remontada del equipo israelí contra el CSKA Moscú, y en el partido de la final contra el Real Madrid, una increíble prórroga, con 14 puntos y 20 de valoración le hacen merecedor del MVP de la Final Four.